# Neoscopelus macrolepidotus

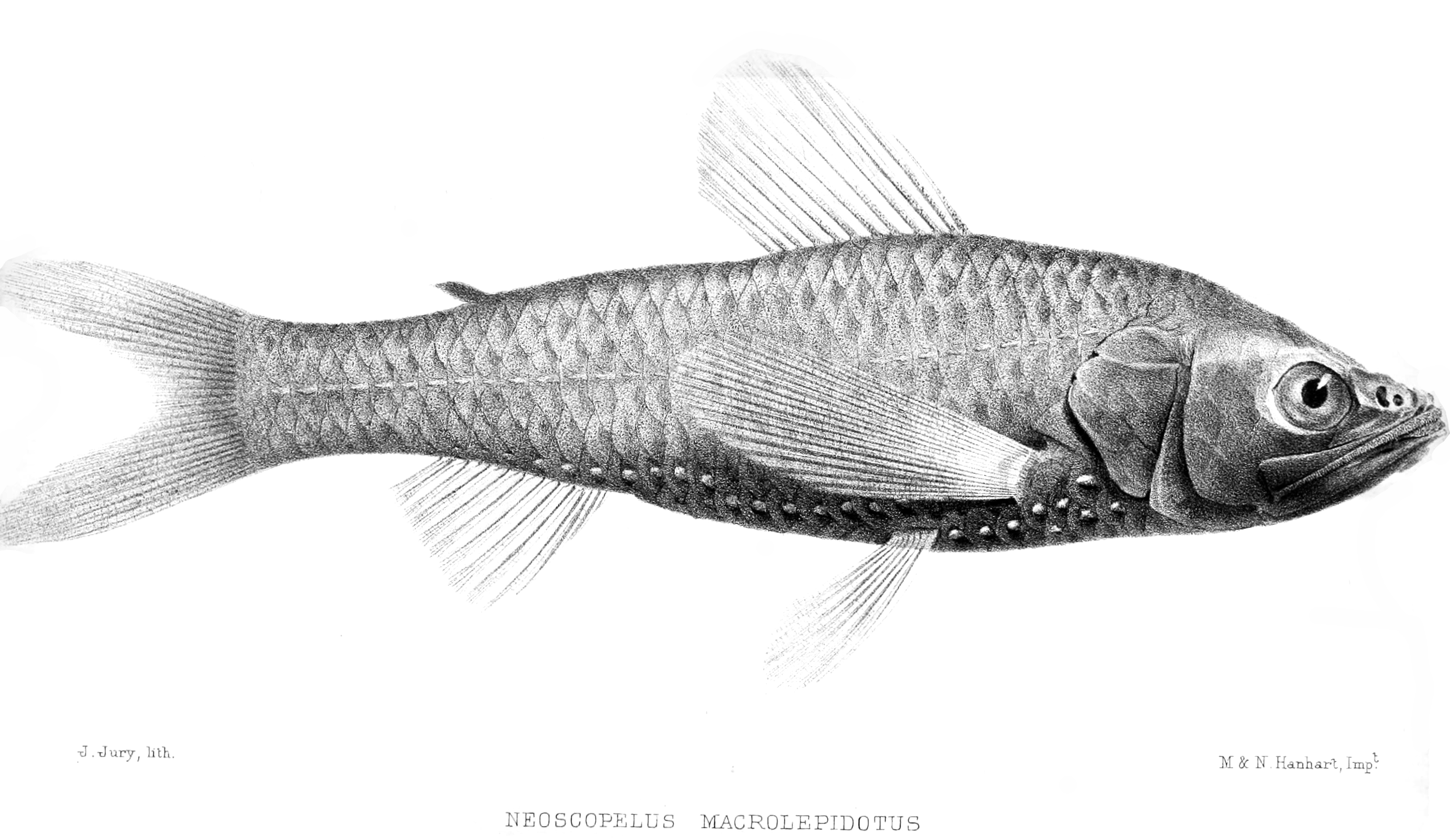
Il·lustració del 1863

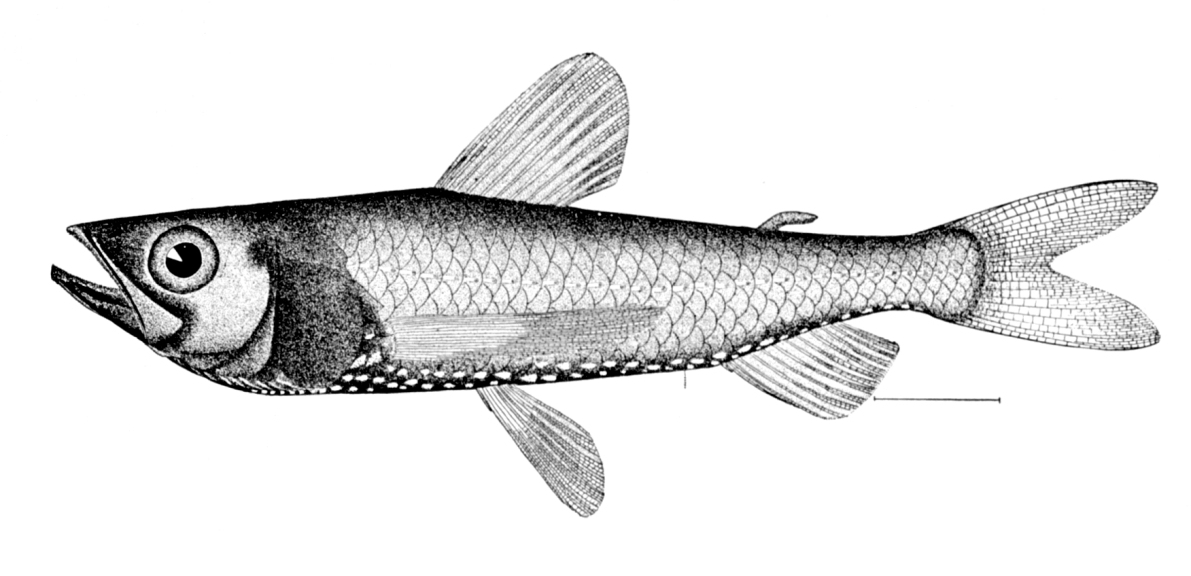
Gravat de Oceanic Ichthyology, publicat el 1896

Neoscopelus macrolepidotus és una espècie de peix pertanyent a la família dels neoscopèlids.

## Descripció
- Pot arribar a fer 25 cm de llargària màxima.
- 12-13 radis tous a l'aleta dorsal i 11-13 a l'anal.
- Els costats del cap i del cos són vermell fosc, la part inferior blanc platejat i les aletes rosades.[6][7][8]

## Depredadors
Als Estats Units és depredat per Merluccius albidus.

## Hàbitat
És un peix marí, bentopelàgic i batipelàgic que viu entre 300 i 1.180 m de fondària als talussos continentals i insulars i entre les latituds 55°N-49°S i 113°E-34°E. Hom creu que no realitza migracions verticals.

## Distribució geogràfica
Es troba a l'Atlàntic oriental (des del Marroc fins al Sàhara Occidental. També és present a Namíbia), l'Atlàntic occidental (Surinam, Nicaragua i el sud del Brasil), l'Índic (KwaZulu-Natal -Sud-àfrica- i l'est de la Gran Badia Australiana), el Pacífic occidental (Austràlia), el Pacífic oriental (la Colúmbia Britànica -el Canadà- i les illes Hawaii), el mar de la Xina Meridional i el mar de la Xina Oriental.

## Observacions
És inofensiu per als humans.